# Camille Cheng
Camille Cheng Lily-mei (kinesiska: 鄭莉梅), född 9 maj 1993, är en hongkongsk simmare.
Cheng studerade vid University of California, Berkeley och tävlade i simning för deras universitetslag California Golden Bears.

## Karriär
Vid asiatiska spelen 2014 i Incheon tävlade Cheng i fyra grenar. Hon slutade på sjätte plats på 100 meter frisim och på sjunde plats på 200 meter frisim samt var en del av Hongkongs kapplag som tog brons på både 4×100 meter frisim och 4×200 meter frisim.
Cheng tävlade i fyra grenar för Hongkong vid olympiska sommarspelen 2016 i Rio de Janeiro. Grenarna var 50 meter frisim, 100 meter frisim, 200 meter frisim och 4 x 100 meter medley. I samtliga grenar blev hon utslagen i försöksheatet.
Vid asiatiska spelen 2018 i Jakarta tävlade Cheng i sex grenar. Individuellt slutade hon på femte plats på 100 meter frisim och på sjätte plats på 200 meter frisim. Cheng var även en del av Hongkongs kapplag som tog silver på 4×100 meter medley, brons på både 4×100 meter frisim och 4×200 meter frisim samt som slutade på fjärde plats på 4×100 meter mixad medley.
Vid olympiska sommarspelen 2020 i Tokyo var Cheng en del av Hongkongs lag tillsammans med Tam Hoi Lam, Stephanie Au och Ho Nam Wai som slutade på 15:e plats i försöksheatet på 4×100 meter frisim och som inte kvalificerade sig för finalen. Hon var även en del av laget tillsammans med Toto Wong, Jamie Yeung och Siobhan Haughey som slutade på 13:e plats i försöksheatet på 4×100 meter medley och som inte kvalificerade sig för finalen.